# 宁波商帮
宁波商帮是中国近代最大的商帮，中国传统“十大商帮”之一，为中国民族工商业的发展做出了贡献，推动了中国工商业的近代化，如第一家近代意义的中资银行，第一家中资轮船航运公司，第一家中资机器厂等等，都是宁波商人所创办。宁波商帮对清末大上海的崛起和二战后香港的繁荣都做出了贡献。宁波商人遍布世界各地，其中不乏世界级的工商巨子。
一九三零年，民國航運先驅寧波鄞州人士陳順通先生在上海獨資創辦中威輪船公司，共擁有的四艘遠洋輪船，總吨位近兩萬吨，更開辟中國至海參威航線。

## 历史
宁波商帮起始于明朝中晚期，如乐显扬创办北京同仁堂。兴起于清代中晚期，特别是清代末期“五口通商”之后。于清末民初迅速近代化，是当时中国实业近代化的先驱力量之一，并发展至香港、日本、欧洲、东南亚等地，上海是活动中心。
二战后转移到香港、台湾、北美等地发展，香港是活动中心。改革开放后于中國再次兴起，以走规模化、品牌化道路闻名。IT业兴起后，迅速转向IT等新兴高科技行业。如UT斯达康的陆宏亮（陆弘亮），网易丁磊，联众的鲍岳桥，中搜的陈沛，BEA Systems的庄思浩，WebEx的朱敏等。

## 年表
- 1830年，方润斋在上海开设履和钱庄，后改组为安康钱庄，该庄有120年的历史，是钱业史上经营时间最长的一家金融机构，方氏家族被列为上海九大钱庄资本家族集团之首。
- 1832年，小港李家第一代李也亭在上海开设久大沙船字号。
- 1843年，方润斋和方梦香在上海创办「方振记」商号，后改名方镇记。直接与英商李百里洋行（Thomas Ripley & Co）做丝茶外贸生意，根据陶水木教授研究，润斋与英商李百里洋行合作，比上海最早为怡和洋行当买办的杨坊还早一年。并拥有最早有文字记载的西方夹板船（Clipper）航运队。
- 1853年，翁景和在上海开办大丰洋布店，专营进口布料批发，为当时中国境内最早的进口布料批发商。
- 1854年，费纶志、李也亭、盛植管集资白银七万两，向英国方面购买了中国第一艘轮船——“宝顺”号，为中国机器轮船之肇始。
- 1862年，叶澄衷在上海开设“顺记五金洋杂货店”，是上海首家华人开设的五金号，及后分号遍布全国，被称为“五金大王”、“火油大亨”，总资产达800万两白银以上。
- 1867年，许春荣、翁氏在上海开设大丰洋货号，时为上海最大进口洋布的华人商号。
- 1870年，叶澄衷在上海盘下德商可炽煤铁号，专营进口煤和铁，是上海首家专营煤铁的商店。
- 1878年，张尊三开设元记东洋庄，是近代中国规模经营日本海产品之第一人。在民国初年发展成当时中国最大的水产商行，张尊三亦被称为“鱼翅大王”。
- 1880年，桕墅方家族第三代方黼臣在上海开设方九霞银楼联号（被同业列为上海九大银楼之一）。
- 1881年，桕墅方家族第三代方仰峰在杭州设立方裕和南北货商店，成为当时南北货业翘楚。
- 1882年，董秋根在上海创办了中国首家机器制造厂——“永昌机器厂”，修造小火轮，后又制造缫丝车，为这些行业的肇始。
- 吴锦堂在日本经商大获成功，个人财富一度位列日本当时财富榜的第12位，成为日本著名的“关西财阀”。
- 1887年，严信厚投资白银5万两，在宁波开设中国首家机器轧花厂——通久源轧花厂。
- 1888年，顾松泉在上海创办“中西药房”，为上海首家中国人开办的西药房。
- 1889年，叶澄衷在上海创办鸿安轮船公司，是中国首家民营华资轮船公司。
- 1890年，黄楚九在上海创办中法药房。1907年，合伙夏瑞芳等人创办五洲大药房。黄楚九、项松茂皆为新药业先驱和翘楚。
- 1891年，戴嗣源在上海成立戴生昌内河官轮局，航线遍布长江三角洲个内河港口，是中国首家内河轮船公司。
- 1896年，江良通在上海开设和昌洋服店，是中国首家西服店。
- 1896年，鲍咸昌、鲍咸恩、夏瑞芳等创办商务印书馆，后成为中国近代史上规模最大、影响深远的大型出版企业，在东亚曾一度雄居业内翘楚。
- 1897年，盛宣怀委派严信厚在上海成立中国首家银行——中国通商银行，严为第一任总经理，严与叶澄衷、朱葆三位列“九总董”之中。
- 1902年，由盛宣怀委派，严信厚联合当时上海商业名流，筹建上海首个商界团体——上海商务会议公所，严任第一任所长。1904年，上海商务会议公所改名为上海商务总会，严任总董。1912年又改名为上海总商会，会长、副会长均由宁波籍人士担任。
- 1905年，朱葆三，严信厚等创办了中国首家保险公司——华兴保险公司。
- 1905年，孙梅堂在宁波创办制钟工场，首先开始生产国产时钟。
- 1919年，庄鸿皋开设了“亨得利”钟表行，在全国各地也有60多家分店，这两家钟表行执20世纪初国内钟表业之牛耳。
- 1905年，张正安在杭州创办张顺记洋服店，从事西服制作与销售，为杭州西服店之鼻祖。
- 1905年，桕墅方家族第四代方椒伯参与重组倒闭的朱葆三等人创办的大有机器榨油股份有限公司，方椒伯出任改组后的大有余机器榨油股份有限公司董事长。
- 1906年，何积藩在上海开设的“列丰行”商号，是上海开设最早的一家华商百货西洋庄。
- 1906年，赵孝林在上海创办万昌钢铁机器厂，以冷气压缩机及冷气安装工程为主要业务，是上海最早经营冷气安装的企业。
- 1906年，宋炜臣在汉口投资既济水电公司，是当时国内最大的由中国人投资的水电公司。宋先后在汉口等地兴办火柴厂、扬子机器厂、官池口铜煤矿等，被誉为“汉口头号商人”。
- 1906年，桕墅方家族第四代方叔陶创办中国早期最大的皮革厂——龙华皮革厂。
- 1908年，叶又新与樊时勋创办了上海首家毛纺织厂——上海日晖织呢厂。
- 1910年，王才运在上海创设荣昌祥呢绒西服号，为中国当时最大的西服企业。
- 1911年，红帮裁缝张方诚为孙中山先生制作第一件“中山装”。
- 1911年，桕墅方家族第五代方液仙创办中国化学工业社，生产日化、轻工、药物、调味品、化工原料等产品，被誉为“日化大王”和“中国最大的日用化学工业企业集团”。
- 1912年，王万荣到上海广告社当学徒，后任上海荣昌祥广告公司经理，因设计电影《夜半歌声》、“鹅牌”商标的路牌广告而声名鹊起，被誉为“广告大王”。
- 辛亥革命后，唐爱陆在汉口创办国货公司，这是中国首家国货公司。
- 1912年，陈万运、沈启涌、沈九成创办中国首家毛巾厂——三友实业社，产品畅销全国。
- 1912年，柴宝怀、丁丕山等人在上海创办“协大祥绸布店”，是上海绸布业的首家大型绸布商店。
- 1912年，张同孚在上海创办上海协成裕记银箱厂，制造保险箱，后进一步并购其他企业，成为当时中国规模最大的保险箱生产企业。
- 1913年，张石川、郑正秋联合执导中国首部无声电影《难夫难妻》。1922年二人又合作创办明星影片股份有限公司。张于1922年拍摄了中国首部有声电影《歌女红牡丹》。张石川被誉为中国电影之鼻祖。
- 1913年，王生岳在上海创建王岳记机器厂，是上海最早生产加工齿轮的厂家。
- 1914年，乐汝成在济南创办泰康罐头食品有限公司，1923年迁址至上海，是当时中国规模最大的产销联营大型食品企业。
- 1915年，虞洽卿创办三北航业集团，是当时中国航运业中最大的商办航业集团，其总吨位约占全国民族航运业总量的七分之一。
- 1916年，张石川、管海峰在上海创办幻仙影片公司，是中国首家自立的影片公司。
- 1916年，林信昭在上海创立首家医疗器械厂——林德兴五金工场。
- 1917年，孙梅堂在上海盘进了法国人创办的著名亨达利钟表行，后在11个大城市开设了25家分店，成为当时中国钟表业翘楚。
- 1917年，宋汉章、盛竹书、张公权等人在上海创办《银行周报》，是中国发行最早、发行时间最长的经济类专业刊物。
- 1917年，上海成立钱业公会，朱五楼任第一、二届会长。1920年公会改造后，由秦润卿担任会长，时间长达20余年（除第五届任副会长外）。秦被公认为上海钱业界领袖，有“上海钱业第一人”之称。
- 1917年，余华龙在上海创办中华皮鞋股份有限公司，这是上海首家由中国人开设的皮鞋店。
- 1918年，宋汉章担任上海银行公会首任会长。
- 1918年，李组绅、李组才在天津与曹汝霖、陆宗舆共同创办利济贸易公司，推举叶星海为董事长，李组才自任经理，为天津华商对外贸易行之肇始。
- 1919年，王宝信在上海创办益泰信记厂，为国内制造铝质日用器皿之肇始。
- 1919年，李安绥在上海创办中国最早的毛绒纺织厂，方椒伯任董事长。
- 1919年，姚德甫在上海创办华通电业机器厂，其被称为中国低压电器工业的奠基人。
- 1920年，虞洽卿、盛丕华、闻兰亭等人在沪创办上海证券物品交易所，为中国首家华商交易所，也是当时远东最大的证券交易所。
- 1920年，郑源兴、郑方正创办上海最大蛋制品出口企业——“茂昌蛋厂”，为中国冷冻业之肇始，后每年营业额约占全国出口额的五分之一。
- 1921年，钟章耀与胡永年在上海创办耀昌医疗器械号，并任经理。以上这两家企业为民族医疗器械业的肇始。
- 1921年，朱葆三、严信厚等创办中国首家信托公司——“中易信托公司”。
- 1921年，胡西园研制出中国首个白炽灯泡，1923年创办了中国首家灯泡制造厂，是中国电灯泡工业之肇始。
- 1921年，王伯元在上海开设裕发永金号获成功。后其又投资钱庄、银行、保险公司等行业，成为当时著名实业家，被称为“金子大王”。
- 1921年，黄楚九在上海创办上海日夜银行，为近代中国首家日夜全天营业的银行。
- 1921年，项松茂等人在上海组建“五洲固本皂药厂”，后发展成为当时中国最大的制皂企业。
- 1924年，周宗良民国时期著名实业家，有“颜料大王”之称，中国颜料工业的先驱。德商谦信商行买办。德商德孚洋行总买办。当年德国的法本和克虏伯集团是纳粹的两大经济支柱，也是当时世界上唯一能够和美国杜邦抗衡的化工集团。但是，即便是这么庞大的集团，在当时也只是周宗良的德孚洋行代理的客户之一。当时，几乎所有德国的大工业集团，在中国的业务都由德孚洋行代理，比如拜耳药业。1927年，周宗良通过同乡李铭结识了宋子文，又凭借德孚洋行的背景，和其时身为中国银行董事长的孔祥熙有往来，借助金融的翅膀，生意越做越大，横跨机械、轻工纺织、航运、进出口等行业，全面发展，遍地开花。他拥有上海最大的洋房，宝庆路3号私家花园洋房，这座建于1925年的洋房占地5000平方米，共有5幢房子，4栋楼和1间100平米左右的大客厅。
- 1924年，桕墅方家族第五代美国海归的无线电工程师方子卫，创办亚洲无线电电机制造股份有限公司。
- 1930年，郑源兴任中国冰蛋业公会会长、世界蛋业公会理事长。
- 1931年，桕墅方家族第四代民国钱业巨擘方季扬收购上海地产大王程氏家族程贻泽的豪宅（上海丽都花园）。
- 1933年，方液仙联合二百多家厂家，在上海南京东路大陆商场开设了中国国货公司，被誉为“国货大王”。
- 1934年，桕墅方家族第四代方文年投资创办「上海大鑫钢铁厂」，并聘请余铭钰为经理，美国康内尔大学机械硕士方子重（儿子）任副经理兼工程师。1938年迁至大后方，与卢作孚合资，10月更名为“渝鑫钢铁厂股份有限公司“。在抗日期间，渝鑫成为后方最大的民营钢铁企业。1950年代公私合营后改为上海重型机器厂。
- 1941年，桕墅方家族第五代留日、德化学博士方之藩，创办上海天丰制药厂，1943年试制成琥珀酰磺胺噻唑（SST）、维生素B等20余种西药，为中華民國制药业填补空白。

## 代表人物
- 旧上海：严信厚、虞洽卿、朱葆三、周晋镳、叶澄衷（“五金大王”）、俞佐庭、金润庠、方椒伯、方液仙（“国货大王”）、任士刚（“汗衫大王”）、刘鸿生（“火柴大王”）、项松茂（“制药大王”）、黄楚九、秦润卿、盛丕华、徐圣禅、周宗良（“颜料大王”）

- 汉口：宋炜臣、沈祝三、张庆赉

- 津门：朱继圣，王铭槐

- 香港：包玉刚、董浩云、安子介、包兆龙、厉树雄、赵安中、邵仁枚、邵逸夫（影业巨子）、邱德根、王宽诚、曹光彪（“毛纺大王”）、陈廷骅（棉纱大王）、邵炎忠（电子大王）、周亦卿、李达三、袁仰安、王守业、范鸿龄、陆泽华
- 台湾：张忠谋、张敏钰、王传麟、翁明昌 、翁大铭、陆章铨

- 大陆：丁磊（中国网易创办人）、鲍岳桥 （中国联众创办人）、徐立华 （波导创办人）
- 美国：应昌期、应行久、应立人、张济民、毛昭寰、庄思浩 、朱敏

- 德国：陈名豪 （德国汉堡中华会馆理事长）

- 澳大利亚：叶立培

- 东南亚：胡嘉烈（新加坡，南洋巨商）

- 日本：张尊三（“鱼翅大王”）、吴锦堂（关西财阀）、孙忠利 （日本孙氏企业有限公司创办人）、傅在源 （日本三晶实业株式会社创始人）

- 明代：乐显扬、乐氏家族 （创办北京同仁堂）

## 相关研究著作
- 《宁波帮研究》，中国文史出版社 出版
- 《上海的宁波人》，李瑊 著，上海人民出版社 出版
- 《百年商旅——宁波帮》，丁言伟等 著，广东经济出版社 出版
- 《超越传统——宁波的近代化历程》，张守广 著，西南师范大学出版社 出版
- 《创业上海滩》，陆平一 主编，上海科学技术文献出版社 出版，2003年2月
- 《群星灿烂——现当代宁波籍名人》，洪钧杰 主编，宁波出版社 出版，2003年3月
- 《浙江商帮与上海经济近代化研究》，陶水木 著，上海三联书店 出版
- 《宁波帮经营理念研究》，乐承耀等 著，宁波出版社 出版，2004年7月
- 《百年宁波帮》，马卫光等 著，西泠印社 出版，2004年7月

## 相关文艺作品
- 电视剧《向东是大海》，2012年上映

### 同乡会
- 新加坡宁波同乡会
- 宁波旅港同乡会（页面存档备份，存于）（繁體中文）

### 商会
- 宁波市工商业联合会
- 宁波贸促会（页面存档备份，存于）